# S/S Elbe

S/S Elbe är en koleldad isbrytare som byggdes 1911 på Schiffswerft & Maschinenfabrik Gebrüder Wiemann i Brandenburg åt den kungliga preussiska flodförvaltningen på floden Elbe. Hon var den sista av åtta flodisbrytare som beställdes år 1888 och är den enda som fortfarande är fullt funktionsduglig.
Elbe fick hemmahamn i Lauenburg och tjänstgjorde i de övre och mellersta delarna av floden Elbe samt i Elbe-Lübeck-kanalen. Hennes skorsten och delar av överbyggnaden kan demonteras så att hon kan passera låga broar.
Isbrytaren togs ut aktiv tjänst år 1971 och var därefter reservfartyg i några år. Hon överfördes till Deutsches Technikmuseum Berlin år 1982 och fem år senare hamnade det nu starkt förfallna fartyget i Enkhuizen i Nederländerna genom en bytesaffär.
År 1997 hittade fartygsetusiasten 
Matthias Kruse fartyget i IJsselmeer och lät bogsera henne till Hamburg för renovering. Årbetet tog fem år och år 2006 gjorde hon sin första seglats med en besättning av frivilliga från den nybildade föreningen Förderverein Dampfeisbrecher ELBE e.V..
Fartyget ligger vid kaj i museihamnen i Hamburg och gör sedan 2008 charterturer med upp till 150 passagerare.